# Аквара (Салерно)
Аквара (итал. Acquara) је насеље у Италији у округу Салерно, региону Кампанија.
Према процени из 2011. у насељу је живело 22 становника. Насеље се налази на надморској висини од 574 м.